# Tháp Mendoza
Tháp Mendoza (Tiếng Tây Ban Nha: Torre de Mendoza) là tháp ở Vitoria, Tây Ban Nha, Tây Ban Nha. Nó được công nhận là Bien de Interés Cultural năm 1984.
Tháp Mendoza được xây dựng ở thị trấn Mendoza, gần Vitoria-Gasteiz (Álava, País Vasco, Tây Ban Nha). Nó được xây dựng vào thế kỷ thứ mười ba với tư cách là nơi cư trú của Nhà Mendoza và tổ chức Bảo tàng Heraldry of Álava, tuy nhiên cần phải đóng nó vào các chuyến viếng thăm vì không phản hồi tòa nhà với các quy định về khả năng tiếp cận1. Bảo tàng có một bộ sưu tập các tấm khiên và quần áo thời trung cổ cùng với thông tin phong phú về chiến hào của Alava.

## Lịch sử
Iñigo Lopez de Mendoza đã xây dựng Tháp Mendoza vào đầu thế kỷ 13. Ông đã tham dự trận Las Navas de Tolosa năm 1212 và vì đã đóng góp vào việc phá vỡ cuộc bao vây của chuỗi cửa hàng bảo vệ cửa hàng của Almohade Muhammad al-Nasir Miramamolin (1199-1213), thêm vào cánh tay của mình một biên giới với chuỗi.
Các tiểu đoàn của Infantado duy trì quyền sở hữu của tháp Mendoza cho đến năm 1856, trong đó nó đã được bán cho Victoriaian Bruno Martinez của Aragon và Fernandez de Gamboa. Vào ngày 15 tháng 12 năm 2012, sau năm mươi năm giao cho Diputación Foral de Álava, nó đã được trả lại cho chủ sở hữu của nó.